# Česká volejbalová extraliga žen 2009/2010
Česká volejbalová extraliga žen 2009/10.
Základní část má 11 účastníků, každý s každým se utká dvakrát (110 zápasů v 22 kolech). Poté se družstva rozdělí do dvou skupin. První o 1. - 5. místo a druhá o 6. - 10. místo. Tyto výsledky určí pozice týmů do vyřazovacín části. Sestoupí desátý tým po nadstavbové části, protože juniorky ČR odstoupí po základní části.

## Tabulka po základní části
| Poř. | Tým                       | Záp. | Výh. | Por. | Sety  | Míče      | Body |
| ---- | ------------------------- | ---- | ---- | ---- | ----- | --------- | ---- |
| 1.   | VK Prostějov              | 20   | 20   | 0    | 60:5  | 1612:1005 | 40   |
| 2.   | TJ Sokol Frýdek-Místek    | 20   | 16   | 4    | 51:26 | 1731:1600 | 36   |
| 3.   | VK KP Brno                | 20   | 14   | 6    | 49:24 | 1680:1482 | 34   |
| 4.   | PVK Olymp Praha           | 20   | 14   | 6    | 50:26 | 1702:1531 | 34   |
| 5.   | SK UP Olomouc             | 20   | 14   | 6    | 47:31 | 1782:1613 | 34   |
| 6.   | TJ Sokol Šternberk        | 20   | 7    | 13   | 31:48 | 1597:1813 | 27   |
| 7.   | TJ Mittal Ostrava         | 20   | 6    | 14   | 27:48 | 1534:1719 | 26   |
| 8.   | SK Slavia Praha           | 20   | 6    | 14   | 27:50 | 1573:1752 | 26   |
| 9.   | PVK Přerov Precheza       | 20   | 5    | 15   | 24:47 | 1445:1632 | 25   |
| 10.  | VK TU Liberec             | 20   | 4    | 16   | 23:50 | 1473:1700 | 24   |
| 11.  | juniorky ČR (SCM-ČVS-JKY) | 20   | 4    | 16   | 18:52 | 1406:1688 | 24   |

## Nadstavbová část
Hraje se mezi 13. - 27. březnem 2010. Ve skupinách hraje každý s každým dvakrát. Výsledky zápasů (výhry, prohry, ...) se 
sčítají s výsledky ze základní části.Výsledky určí pozice týmů pro play-off. 1. - 8. tým hraje play-off. Poslední tým 
sestupuje do 1. ligy.

### Skupina o 1. - 5. místo
- 13. 2. 2010, 17:00 -  Frýdek-Místek - Olomouc  3 : 2 (-24, 19, 17, -23, 12)
- 13. 2. 2010, 19:00 -  Brno - Olymp Praha  3 : 1 (17, -19, 23, 19)
- 20. 2. 2010, 17:00 -  Olomouc - Brno  3 : 1 (23, 23, -22, 17)
- 20. 2. 2010, 17:00 -  Prostějov - Frýdek-Místek  3 : 0 (18, 12, 20)
- 11. 3. 2010, 18:00 -  Brno - Prostějov  0 : 3 (-16, -22, -14)
- 25. 2. 2010, 17:00 -  Olymp Praha - Olomouc  3 : 0 (16, 20, 18)
- 27. 2. 2010, 17:00 -  Prostějov - Olymp Praha  3 : 0 (13, 20, 15)
- 27. 2. 2010, 17:00 -  Frýdek-Místek - Brno  2 : 3 (23, -10, 17, -11, -12)
- 04. 3. 2010, 17:00 -  Olymp Praha - Frýdek-Místek  3 : 0 (14, 23, 18)
- 04. 3. 2010, 17:00 -  Olomouc - Prostějov  0 : 3 (-13, -16, -12)
- 06. 3. 2010, 17:00 -  Olomouc - Frýdek-Místek  3 : 2 (-20, 12, 25, -21, 10)
- 06. 3. 2010, 17:00 -  Olymp Praha - Brno  3 : 1 (23, -28, 32, 22)
- 13. 3. 2010, 18:00 -  Brno - Olomouc  3 : 0 (20, 18, 23)
- 13. 3. 2010, 17:00 -  Frýdek-Místek - Prostějov  0 : 3 (-6, -14, -16)
- 20. 3. 2010, 17:00 -  Prostějov - Brno   3 : 0 (21, 9, 18)
- 20. 3. 2010, 17:00 -  Olomouc - Olymp Praha 3 : 2 (-19, 30, -22, 23, 14)
- 25. 3. 2010, 17:00 -  Olymp Praha - Prostějov  0 : 3 (-16, -18, -19)
- 25. 3. 2010, 18:00 -  Brno - Frýdek-Místek 3 : 2 (-21, 19, -18, 10, 12)
- 27. 3. 2010, 17:00 -  Frýdek-Místek - Olymp Praha  3 : 2 (19, 22, -21, -12, 14)
- 27. 3. 2010, 17:00 -  Prostějov - Olomouc 3 : 0 (22, 22, 22)

| Poř. | Tým                    | Záp. | Výh. | Por. | Sety  | Míče      | Body |
| ---- | ---------------------- | ---- | ---- | ---- | ----- | --------- | ---- |
| 1.   | VK Prostějov           | 28   | 28   | 0    | 84:5  | 2212:1399 | 56   |
| 2.   | VK KP Brno             | 28   | 18   | 10   | 63:41 | 2353:2160 | 46   |
| 3.   | TJ Sokol Frýdek-Místek | 28   | 18   | 10   | 63:48 | 2354:2346 | 46   |
| 4.   | PVK Olymp Praha        | 28   | 17   | 11   | 64:42 | 2371:2204 | 45   |
| 5.   | SK UP Olomouc          | 28   | 17   | 11   | 58:51 | 2422:2327 | 45   |

### Skupina o 6. - 10. místo
6. - 8. hraje play-off, 9. tým nehraje play-off ani nesestupuje, 10. tým sestupuje do 1. ligy
- 13. 2. 2010, 17:00 -  Ostrava - Liberec  3 : 0 (17, 20, 17)
- 13. 2. 2010, 17:00 -  Slavia Praha - Přerov  3 : 0 (19, 19, 22)
- 20. 2. 2010, 17:00 -  Liberec - Slavia Praha  1 : 3 (-18, 16, -18, -24)
- 20. 2. 2010, 17:00 -  Šternberk - Ostrava  3 : 0 (22, 13, 21)
- 25. 2. 2010, 17:00 -  Slavia Praha - Šternberk  3 : 1 (19, 23, -23, 17)
- 25. 2. 2010, 18:00 -  Přerov - Liberec  3 : 2 (17, 10, -23, -22, 13)
- 27. 2. 2010, 17:00 -  Šternberk - Přerov  3 : 2 (-18, 23, -21, 20, 12)
- 27. 2. 2010, 17:00 -  Ostrava - Slavia Praha  3 : 0 (19, 17, 15)
- 04. 3. 2010, 18:00 -  Přerov - Ostrava  1 : 3 (-22, -22, 16, -20)
- 04. 3. 2010, 17:00 -  Liberec - Šternberk  2 : 3 (-19, 19, -18, 18, -12)
- 06. 3. 2010, 17:00 -  Liberec - Ostrava  0 : 3 (-18, -18, -21)
- 06. 3. 2010, 18:00 -  Přerov - Slavia Praha  0 : 3 (-19, -20, -15)
- 13. 3. 2010, 17:00 -  Slavia Praha - Liberec  3 : 0 (22, 14, 25)
- 13. 3. 2010, 17:00 -  Ostrava - Šternberk  3 : 2 (-22, 20, 23, -23, 8)
- 20. 3. 2010, 17:00 -  Šternberk - Slavia Praha  0 : 3 (-20, -20, -22)
- 20. 3. 2010, 16:00 -  Liberec - Přerov   3 : 0 (15, 18, 12)
- 25. 3. 2010, 18:00 -  Přerov - Šternberk  3 : 2 (-12, 23, -15, 25, 12)
- 25. 3. 2010, 17:00 -  Slavia Praha - Ostrava  3 : 2 (-16, 23, -21, 22, 10)
- 27. 3. 2010, 17:00 -  Ostrava - Přerov   3 : 2 (16, 27, -24, -22, 7)
- 27. 3. 2010, 17:00 -  Šternberk - Liberec  2 : 3 (-24, 15, 7, -17, -12)

| Poř. | Tým                 | Záp. | Výh. | Por. | Sety  | Míče      | Body |
| ---- | ------------------- | ---- | ---- | ---- | ----- | --------- | ---- |
| 6.   | SK Slavia Praha     | 28   | 13   | 15   | 48:57 | 2218:2338 | 41   |
| 7.   | TJ Mittal Ostrava   | 28   | 12   | 16   | 47:59 | 2236:2349 | 40   |
| 8.   | TJ Sokol Šternberk  | 28   | 10   | 18   | 47:67 | 2338:2538 | 38   |
| 9.   | PVK Přerov Precheza | 28   | 7    | 21   | 35:69 | 2103:2367 | 35   |
| 10.  | VK TU Liberec       | 28   | 6    | 22   | 34:70 | 2082:2379 | 34   |

## Vyřazovací boje
|  | Čtvrtfinále            | Čtvrtfinále     |                        |    | Semifinále | Semifinále |  |  | Finále | Finále |
|  |                        |                 |                        |    |            |            |  |  |        |        |
|  |                        |                 |                        |    |            |            |  |  |        |        |
|  | VK Prostějov           | 3               |                        |    |            |            |  |  |        |        |
|  | VK Prostějov           | 3               |                        |    |            |            |  |  |        |        |
|  | TJ Sokol Šternberk     | 0               |                        |    |            |            |  |  |        |        |
|  | TJ Sokol Šternberk     | 0               | VK Prostějov           | 3  |            |            |  |  |        |        |
|  |                        |                 | VK Prostějov           | 3  |            |            |  |  |        |        |
|  |                        | PVK Olymp Praha | 0                      |    |            |            |  |  |        |        |
|  | PVK Olymp Praha        | PVK Olymp Praha | 0                      | 3  |            |            |  |  |        |        |
|  | PVK Olymp Praha        |                 |                        | 3  |            |            |  |  |        |        |
|  | SK UP Olomouc          | 2               |                        |    |            |            |  |  |        |        |
|  | SK UP Olomouc          | 2               | VK Prostějov           | 3  |            |            |  |  |        |        |
|  |                        |                 | VK Prostějov           | 3  |            |            |  |  |        |        |
|  |                        | VK KP Brno      | 0                      |    |            |            |  |  |        |        |
|  | TJ Sokol Frýdek-Místek | VK KP Brno      | 0                      | 3' |            |            |  |  |        |        |
|  | TJ Sokol Frýdek-Místek |                 |                        | 3' |            |            |  |  |        |        |
|  | SK Slavia Praha        | 0               |                        |    |            |            |  |  |        |        |
|  | SK Slavia Praha        | 0               | TJ Sokol Frýdek-Místek | 0  |            |            |  |  |        |        |
|  |                        |                 | TJ Sokol Frýdek-Místek | 0  |            |            |  |  |        |        |
|  |                        | VK KP Brno      | 3                      |    |            |            |  |  |        |        |
|  | VK KP Brno             | VK KP Brno      | 3                      | 3  |            |            |  |  |        |        |
|  | VK KP Brno             |                 |                        | 3  |            |            |  |  |        |        |
|  | TJ Mittal Ostrava      | 0               |                        |    |            |            |  |  |        |        |
|  | TJ Mittal Ostrava      | 0               |                        |    |            |            |  |  |        |        |

### Čtvrtfinále
(na tři vítězství) 
VK Prostějov  3 : 0 TJ Sokol Šternberk
- 02. 4. 17.00 Prostějov - Šternberk  3 : 0 (9, 16, 17)
- 03. 4. 17:00 Prostějov - Šternberk  3 : 0 (16, 19, 14)
- 07. 4. 19:00 Šternberk - Prostějov  0 : 3 (-17, -16, -21)

VK KP Brno 3 : 0 TJ Mittal Ostrava
- 02. 4. 18:00 Brno - Ostrava   3 : 1 (11, 12, -20, 18)
- 03. 4. 18:00 Brno - Ostrava   3 : 1 (20, -21, 19, 14)
- 07. 4. 17:00 Ostrava - Brno   0 : 3 (-18, -18, -14)

TJ Sokol Frýdek-Místek 3 : 0 SK Slavia Praha
- 02. 4. 17:00 Frýdek-Místek - Slavia Praha  3 : 0 (18, 19, 19)
- 03. 4. 17:00 Frýdek-Místek - Slavia Praha  3 : 2 (-20, -19, 22, 22, 15)
- 07. 4. 17:00 Slavia Praha - Frýdek-Místek  2 : 3 (23, 24, -18, -18, -11)

PVK Olymp Praha 3 : 2 SK UP Olomouc
- 02. 4. 17:00 Olymp Praha - Olomouc  3 : 2 (14, -13, -17, 20, 18)
- 03. 4. 17:00 Olymp Praha - Olomouc  3 : 0 (14, 19, 23)
- 07. 4. 17:00 Olomouc - Olymp Praha  3 : 2 (21, -18, 15, -23, 9)
- 08. 4. 17:00 Olomouc - Olymp Praha  3 : 2 (-22, 16, -27, 15, 10)
- 10. 4. 17:00 Olymp Praha - Olomouc  3 : 2 (25, -22, -20, 19, 13)

### Skupina o 5. - 8. místo
- 14. 4. 17:00    Olomouc  - Šternberk  2 : 3 (23, -14, -18, 18, -13)
- 15. 4. 17:00    Slavia Praha - Ostrava  3 : 1 (-21, 19, 13, 18)
- 17. 4. 17:00    Šternberk - Olomouc  2 : 3 (-25, 23, -23, 23, -12)
- 17. 4. 17:00    Ostrava - Slavia Praha  3 : 1 (20, -20, 23, 21)
- 21. 4. 17:00    Olomouc - Šternberk  3 : 1 (19, 13, -23, 14)
- 21. 4. 17:00    Slavia Praha - Ostrava  2 : 3 (17, -19, 23, -27, -12)

#### O 5. - 6. místo
na dvě vítězství
SK UP Olomouc 2 : 0 TJ Mittal Ostrava
- 24. 4. 17:00 Olomouc - Ostrava  3 : 0 (17, 22, 21)
- 28. 4. 17:00 Ostrava - Olomouc  2 : 3 (-21, -17, 23, 23, -7)

#### O 7. - 8. místo
na dvě vítězství
SK Slavia Praha 0 : 2 TJ Sokol Šternberk
- 24. 4. 17:00  Slavia Praha - Šternberk  0 : 3 (-18, -21, -14)
- 28. 4. 19:00  Šternberk - Slavia Praha  3 : 0 (23, 15, 14)

### Semifinále
(na tři vítězství) 
VK Prostějov 3 : 0 PVK Olymp Praha
- 14. 4. 18:00  Prostějov - Praha  3 : 1 (22, 16, -15, 18)
- 15. 4. 17:00  Prostějov - Praha  3 : 0 (19, 24, 17)
- 17. 4. 17:00  Praha - Prostějov  1 : 3 (21, -21, -17, -10)

VK KP Brno 3 : 0 TJ Sokol Frýdek-Místek
- 14. 4. 19:00  Brno - Frýdek-Místek 3 : 2 (17, -12, 19, -19, 10)
- 15. 4. 18:00  Brno - Frýdek-Místek 3 : 2 (-19, 17, 19, -23, 12)
- 17. 4. 17:00  Frýdek-Místek - Brno 2 : 3 (-25, 18, 23, -19, -8)

### O 3. místo
(na dvě vítězství) 
TJ Sokol Frýdek-Místek  1 : 2 PVK Olymp Praha
- 24. 4. 17:00  Frýdek-Místek - Praha   3 : 2 (-23, 14, 20, -12, 12)
- 28. 4. 17:00  Praha - Frýdek-Místek   3 : 1 (21, -24, 18, 14)
- 30. 4. 17:00  Frýdek-Místek - Praha   0 : 3 (-19, -25, -32)

### Finále
(na tři vítězství) 
VK Prostějov 3 : 0 VK KP Brno
- 24. 4. 17:00  Prostějov - Brno  3 : 0 (19, 21, 21)
- 26. 4. 18:00  Prostějov - Brno  3 : 0 (21, 15, 22)
- 28. 4. 17:00  Brno - Prostějov  0 : 3 (-17, -17, -21)

## Konečná tabulka
Konečná tabulka po vyřazovacích bojích
| Pořadí | Tým                    |
| ------ | ---------------------- |
| 1.     | VK Prostějov           |
| 2.     | VK KP Brno             |
| 3.     | PVK Olymp Praha        |
| 4.     | TJ Sokol Frýdek-Místek |
| 5.     | SK UP Olomouc          |
| 6.     | TJ Mittal Ostrava      |
| 7.     | TJ Sokol Šternberk     |
| 8.     | SK Slavia Praha        |
| 9.     | PVK Přerov Precheza    |
| 10.    | VK TU Liberec          |

Liberec sestupuje do 1. ligy.

## Hráčky mistrovského týmu
mistryně extraligy 2009/10